# Ángel Currás
Ángel Currás Fernández (Trabada, Provincia de Lugo, Galicia, España, 2 de diciembre de 1954) es un político y profesor español. Fue alcalde de Santiago de Compostela desde el 17 de abril de 2012, hasta el 8 de julio de 2014, fecha en la que dimitió.

## Biografía
Es doctor en Ciencias Biológicas por la Universidad de Santiago de Compostela y catedrático de Enseñanza Secundaria en el Instituto Arzobispo Gelmírez I de Santiago de Compostela. Fue Profesor Asociado de la Universidad de Santiago de Compostela durante la década de los 90, y profesor de Tercer Ciclo de esa misma Universidad desde el curso 1991/1992 hasta el curso 2001/2002. Desde el año 1982 hasta 1999 participó como investigador en seis proyectos de investigación sobre las Rías gallegas en el área de Biología Marina, financiados por el Ministerio de Educación y Ciencia, el Ministerio de Obras Públicas y Transportes, la Universidad de Santiago de Compostela, y la University Marine Biological Station Millport.
En 1996 fue designado Gerente del Proyecto Cultural 'Santiago de Compostela, Ciudad Europea de la Cultura del Año 2000', cargo que desempeñó hasta la finalización del proyecto en diciembre del año 2000. Desde enero de 2001 hasta septiembre de 2005 fue Director-Gerente de la Fundación Pública Cidade da Cultura de Galicia de la Xunta de Galicia, que construyó en Santiago de Compostela el complejo cultural "Ciudad de la Cultura de Galicia", cuyo arquitecto fue el neoyorquino Peter Eisenman.
Fue miembro del Consejo de Bibliotecas de Galicia (2005-2009), del Consejo Asesor de Radiotelevisión Española en Galicia (2005-2012), concejal del Ayuntamiento de Santiago de Compostela desde 2007 hasta 2011, y primer teniente de alcalde del Ayuntamiento de Santiago de Compostela (2011-2012).
El 16 de abril de 2012, Gerardo Conde Roa dimitió como alcalde de Santiago de Compostela después de que el Juzgado de Instrucción número 2 de esa ciudad lo imputara por un presunto delito contra la Hacienda Pública. 
Tras esta renuncia, los concejales del Gobierno municipal del Partido Popular eligieron a Ángel Currás Fernández como su sucesor, siendo nombrado alcalde al día siguiente, durante un Pleno extraordinario de la Corporación municipal.
El 3 de enero de 2013 fue imputado por el Juzgado de Instrucción número 1 de Lugo por un posible delito de tráfico de influencias, dentro de la causa política conocida como "Pokémon", instruida por la jueza Pilar de Lara que, posteriormente, fue sancionada por el Consejo General del Poder Judicial por una falta muy grave de desatención del artículo 417.9 de la Ley Orgánica del Poder Judicial, perdiendo su plaza de jueza en Lugo. Las diligencias instruidas se remitieron después al Juzgado de Instrucción número 2 de Santiago de Compostela que, en septiembre de 2023, dictó auto de sobreseimiento de las actuaciones,  señalando que en la documentación remitida desde el Juzgado de Lugo se aprecia "un batiburrillo procesal difícil de ordenar y de esclarecer", y que de esa documental remitida no hay nada que permita acreditar el presunto delito de tráfico de influencias investigado, por lo que se archivan las actuaciones.